# بلومفیلد، ورمونت
بلومفیلد (به انگلیسی: Bloomfield) یک منطقهٔ مسکونی در ایالات متحده آمریکا است که در شهرستان اسکس، ورمانت واقع شده‌است.
 بلومفیلد ۱۰۵٫۰ کیلومتر مربع مساحت و ۲۲۱ نفر جمعیت دارد و ۵۵۰ متر بالاتر از سطح دریا واقع شده‌است.